# Nōka

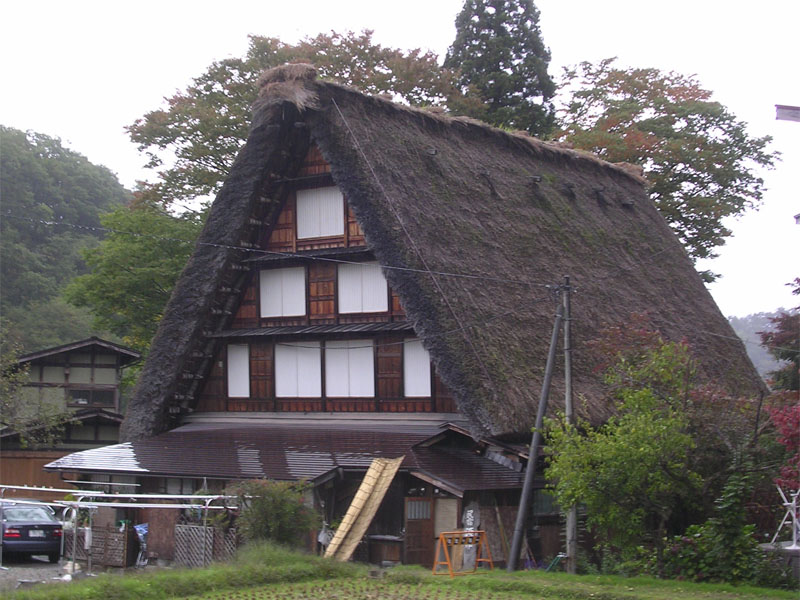
Nōka in Shirakawa-gō, Präfektur Gifu

Nōka (jap. 農家) sind traditionelle hölzerne Bauernhäuser in Japan.

## Einführung
Zusammen mit den traditionellen Stadthäusern, Machiya (町家/町屋) genannt, bilden sie die beiden Hauptvertreter der Minka (民家), Häuser für das bürgerliche Volk im historischen Japan. Weitere Vertreter dieser Gruppe sind Fischerhäuser, gyoka (漁家) genannt, und Berghäuser, sanka (山家) genannt. Beide spielen mengenmäßig aber keine große Rolle.
Nōka sind – ähnlich wie Machiya – heutzutage als historisches Denkmal in Japan betrachtet. Ihr Erhalt wird staatlich gefördert. Die am besten erhaltenen Nōka findet man heute in den historischen Dörfern von Shirakawa und Gokayama.
Einzelne Gebäude wurden auch in Freilichtmuseen überführt. Der Park Nohin Minka-en (Park der Japanischen Minka) in Kawasaki widmet sich ausschließlich den Minka-Häusern.

## Konstruktion
Wie alle Wohnhäuser der Edo-Zeit sind Nōka ausschließlich aus Holz, Bambus, Lehm und verschiedenen Sorten von Gras und Stroh hergestellt.
Die Außenwände sind oft mit Bambus oder Lehm gegen Witterung geschützt. Die Innenwände sind, wie in japanischen Wohnhäusern üblich, aus verschiebbaren Reispapier-Türen, Shoji (障子) genannt. Das Dach besteht aus Stroh. Später kamen gebrannte Tonschindeln hinzu.
Die gesamte Lastabtragung erfolgt über Holzstützen, sodass die Wände nicht tragend sind, was den Einbau der Schiebetüren erlaubt.

## Dach
Nōka haben ein relativ steiles Dach, welches, abhängig von der Region, bis zum Boden gehen kann. Diese Form hat man gewählt, um die Witterungsfolgen für das Dach durch den starken Regen in Japan zu verringern. Das Wasser kann somit schneller abfließen und das Strohdach bekommt eine längere Haltbarkeit.
Grundsätzlich unterscheidet man zwischen zwei Dachformen:
- yosemune-yane (寄棟屋根): Walmdach, mit quadratischem Gebäudegrundriss, sodass die Dachfläche an allen vier Seiten gleich ist
- kirizuma-yane (切妻屋根): Satteldach, mit Giebel, teilweise reichen die Dachflächen wie beim Stil gasshō-zukuri bis zum Boden

Der Irimoya-Stil kombiniert als Fußwalmdach beide Dachformen.

## Interieur
Ähnlich wie ein Machiya ist das Innere eines Nōka unterteilt in zwei Bereiche: ein unbefestigter Erschließungsbereich mit Lehmboden, doma (土間) genannt, und ein Bereich mit einem etwas angehobenen Holzfußboden, der mit Tatami-Matten belegt ist.

### Doma
Dieser Bereich wurde vorrangig genutzt, um zu kochen und die zudienenden Funktionen zu erfüllen. Hier befindet sich ein Ofen, ähnlich einem Ton-Brennofen, kamado (竈) genannt. Außerdem befinden sich hier eine Holzspüle, Speisefässer sowie große Krüge, um Brunnenwasser aufzubewahren. Eine große Holztür, ōdo (大戸) genannt, markiert den Eingang zu dieser Zone und zum Haus.

### Wohnbereich
Der Bereich mit dem angehobenen Holzfußboden beherbergt die Wohnbereiche. Er hat in der Regel auch eine fest eingebaute Feuerstelle, irori (囲炉裏) genannt. Der Rauch steigt in der Regel direkt in den voluminösen Dachraum. Es gibt keinen Schornstein. Einige Häuser haben jedoch eine kleine Lüftungsöffnung im Dach. Die Bewohner mussten somit den Rauch nicht direkt einatmen, allerdings sorgte der Ruß dafür, dass die Reet-Dachdeckung schnell schwarz wurde und ausgetauscht werden musste.
Für die Lichtversorgung kam ab und zu eine Öllampe zum Einsatz. Aufgrund des hohen Preises für das Öl wurde allerdings oft darauf verzichtet und ausschließlich das Feuer der irori sorgte für künstliches Licht.

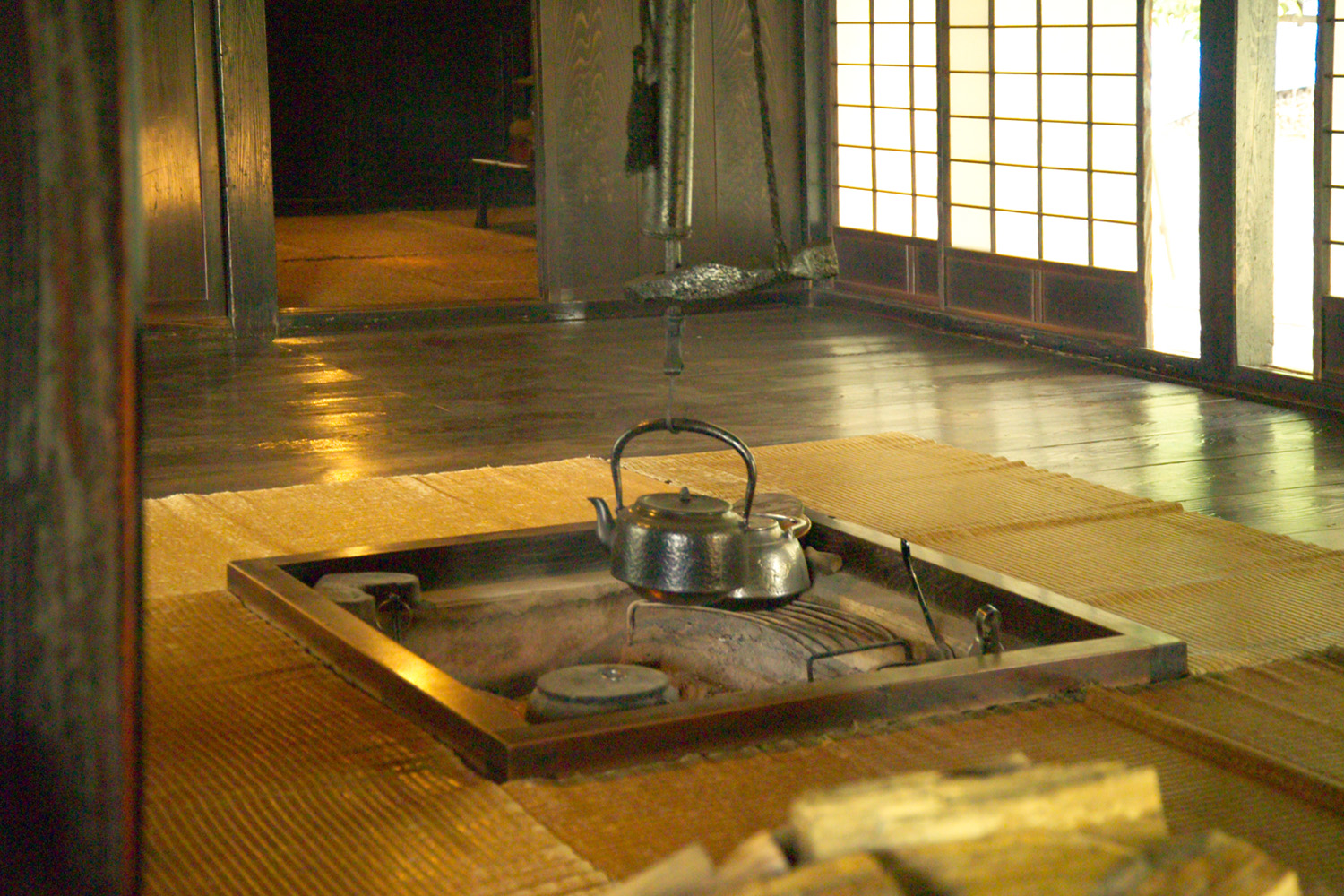
Feuerstelle irori (囲炉裏)

Die Anordnungsmöglichkeit der Räume ist sehr variantenreich, die häufigste ist yomadori (四間取り). Hier befinden sich vier Wohnräume im Bereich des erhöhten Holzfußbodens, die allesamt mit dem Doma-Bereich verbunden sind. Die vier Räume konnten zwar untereinander abgegrenzt werden, dennoch bleibt es mehr oder weniger ein großer fließender Raum, da einzelne Räume zu passieren sind, um in den nächsten zu gelangen. Zwei der Räume sind für die allgemeinen Familienaktivitäten vorgesehen, einer davon beherbergt die Feuerstelle irori. Für Mahlzeiten kam die Familie hier zusammen. Je nach Rang in der Familie ergab sich eine strenge Sitzordnung. Die von dem Doma-Bereich am weitesten entfernte Seite heißt yokoza. Hier saß das Familienoberhaupt. Die gegenüberliegende Seite war für die Hausfrau und die weiteren weiblichen Familienmitglieder vorgesehen. Die dritte Seite war für die weiteren männlichen Familienmitglieder vorgesehen, während auf der letzten Seite ein Stapel mit Feuerholz gefunden werden konnte.
Die weiteren Räume waren Schlafräume oder für die Gäste vorgesehen und haben eine Tokonoma (床の間), eine kleine Ecke in einem Raum, die speziell für das Ausstellen von Dekorationsgegenständen vorgesehen ist.
Die Toilette und das Bad sind in separaten Gebäuden außerhalb des Hauptgebäudes untergebracht, in jedem Fall aber unter dem Dachüberstand. Ihr Zugang erfolgt von außen.

## Galerie

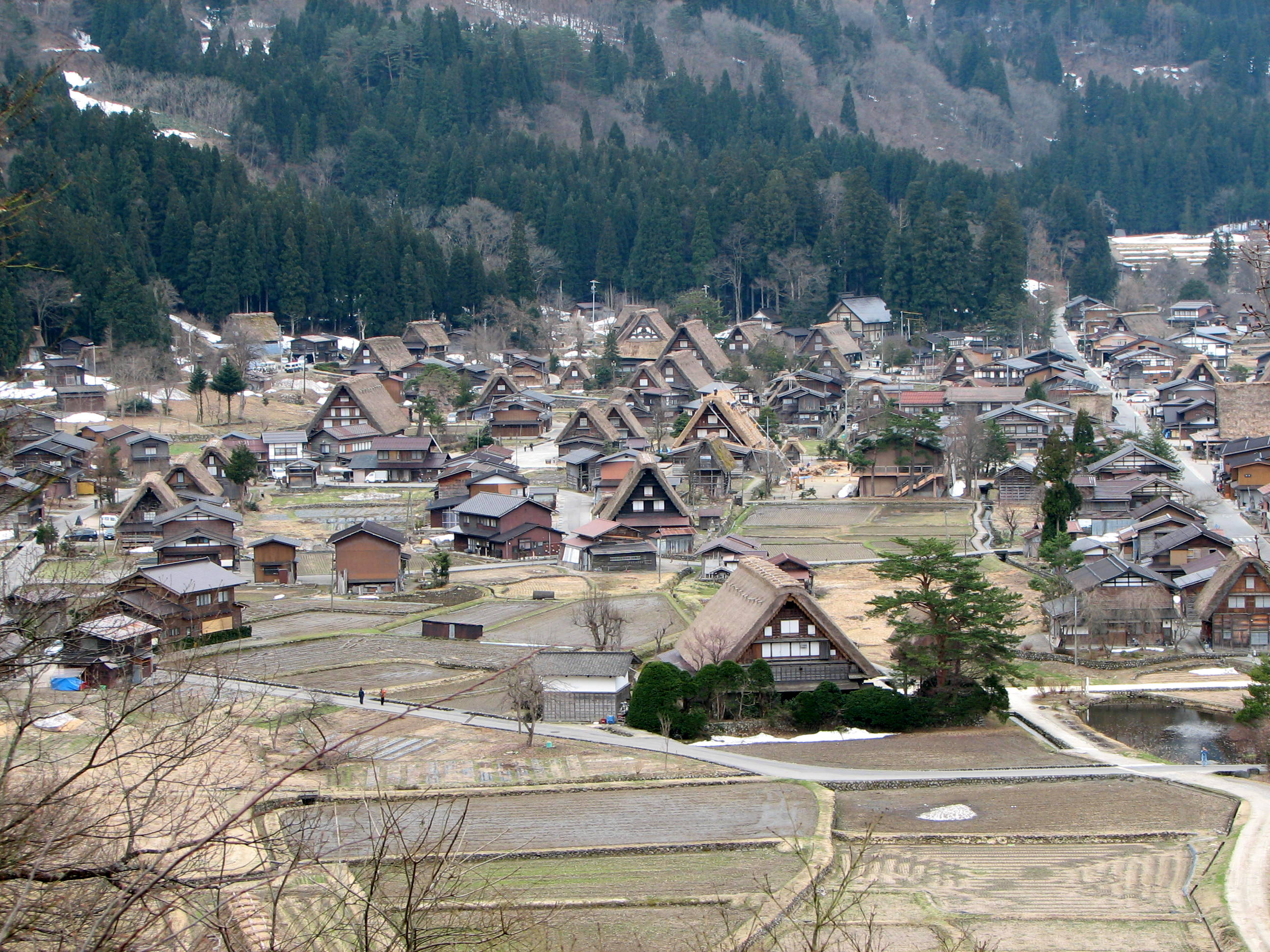
Nōka-Siedlung in Ogimachi
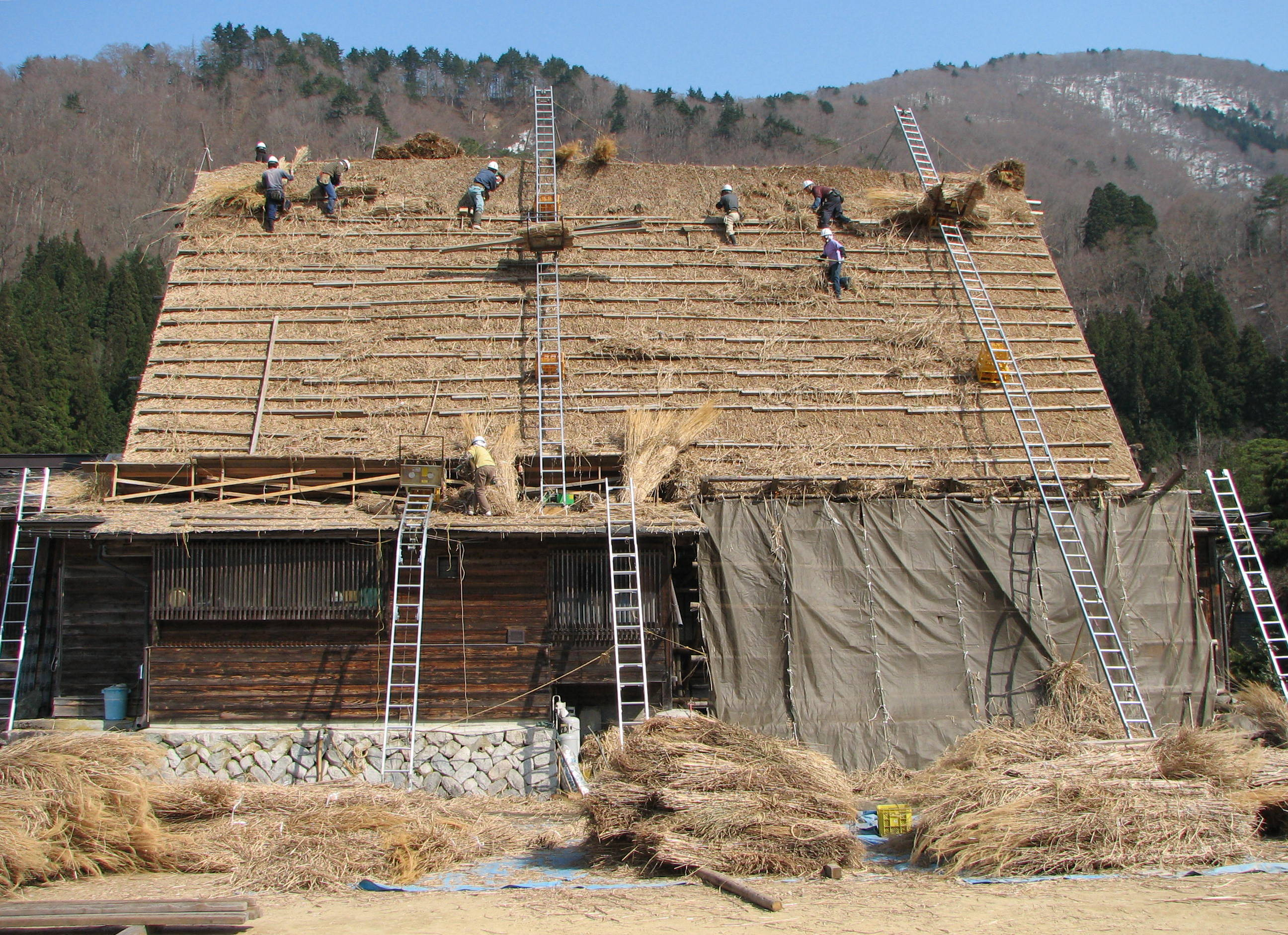
Nōka während Restaurierungsarbeiten
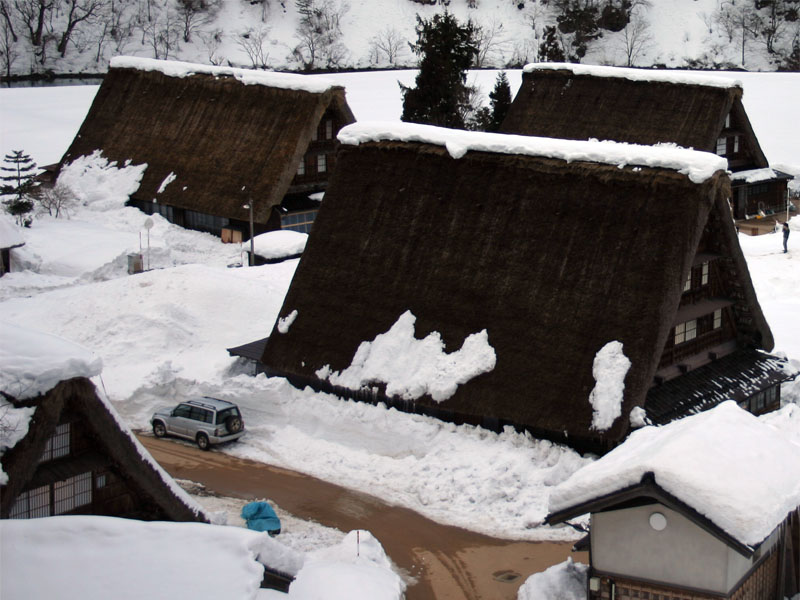
Nōka im Winter in Gokayama
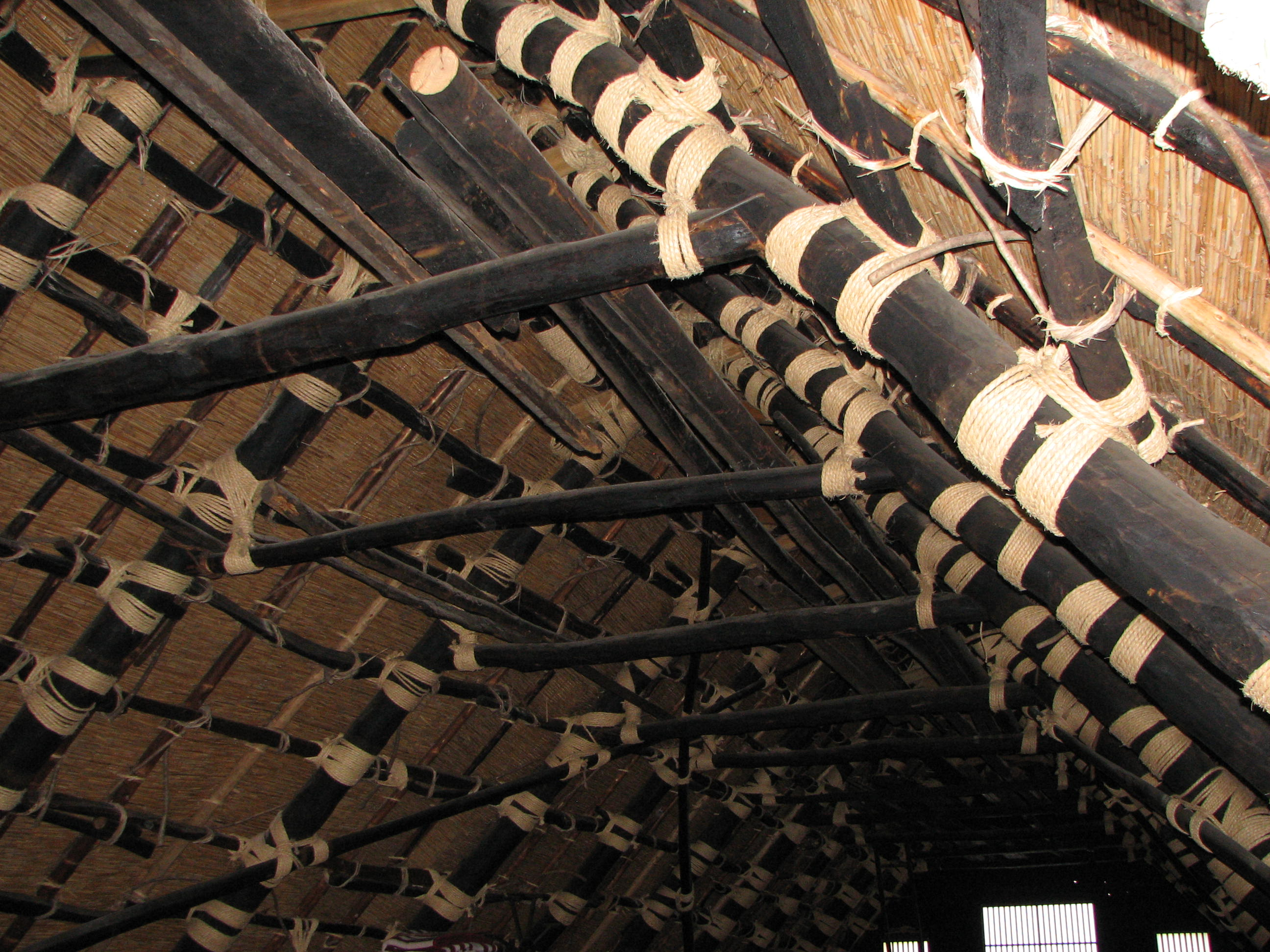
Dachraum eines Nōka